# Perotrochus oishii
Perotrochus oishii is een slakkensoort uit de familie van de Pleurotomariidae. De wetenschappelijke naam van de soort is voor het eerst geldig gepubliceerd in 1973 door Shikama.